# 청주 당산토성
청주 당산토성은 충청북도 청주시 상당구에 있다. 2015년 4월 17일 청주시의 향토유적 제15호로 지정되었다.

## 개요
삼국시대 토성으로 쌓여진 성곽으로 초기 청주 역사를 밝혀줄 중요한 유적이다.